# Jon Potter
Jonathan Nicholas Mark „Jon” Potter  (ur. 19 listopada 1963 w Paddington w Londynie) – brytyjski hokeista na trawie. Dwukrotny medalista olimpijski.
Występował w defensywie. Grał w reprezentacji Wielkiej Brytanii (84 razy) i Anglii (69 spotkań), z drugą był m.in. wicemistrzem świata w 1986 i medalistą mistrzostw Europy. Brał udział w trzech igrzyskach (IO 84, IO 88, IO 92), dwa razy zdobywał medale: brąz w 1984 oraz złoto w 1988.